# تفجير الجامعة المستنصرية 1980

سمير مير علي المتهم بتنفيذ الجريمة

تفجير الجامعة المستنصرية أو محاولة اغتيال طارق عزيز هو حادث مسلح يتهم حزب الدعوة الإسلامية بتنفيذه. كان الهدف منه استهداف نائب رئيس الوزراء العراقي طارق عزيز.
اتهم سمير علي بتنفيذ التفجير.

## الحادثة
في أبريل 1980، عقدت الندوة الاقتصادية الآسيوية في الجامعة المستنصرية والتي نظمها الاتحاد الوطني لطلبة العراق وحضرتها وفود طلابية عربية وآسيوية وعالمية، وفي ذلك اليوم حضر طارق عزيز إلى الجامعة فتعرض لمحاولة اغتيال وذلك في الباب الرئيسي للجامعة المستنصرية. وبينما كان طلبة الجامعة منتشرون على جانبي باب الجامعة لاستقباله حيثا ألقى شخص متخرج من معسكر الصدر ومنتسب لحزب الدعوة قنبلةً يدوية على موكبه واستطاع أفراد حمايته تحويطه بسرعة ولكنه أصيب في يده بشظايا القنبلة.

### عند تشييع الضحايا
وفي اليوم التالي وعند تشييع الضحايا بادر أيضًا جماعة من حزب الدعوة في تحدٍ جديد وأطلقوا النار على المشيعيين وخرج صدام حسين في خطاب يهددهم فيه ويتهمهم بالعمالة والخيانة.

## طالع أيضًا
- تفجيرات الجامعة المستنصرية

## روابط خارجية
- لقطات من الاعتداء على موكب تشييع شهداء الجامعة المستنصرية يوم 5 نيسان 1980 على يوتيوب
- رئيس الجمهورية صدام حسين يزور جرحى الإنفجار الذي قام به حزب الدعوة في جامعة المستنصرية على يوتيوب